# National Airlines (N8)
National Air Cargo, que también opera como National Airlines, es una aerolínea estadounidense con sede en Orlando, Florida. Opera servicios de carga y de pasajeros a pedido. Su base principal es el Aeropuerto Internacional de Orlando.

## Flota

### Flota Actual
La flota de National Airlines incluye las siguientes aeronaves (a diciembre de 2024):
La flota de la Aerolínea posee a diciembre de 2024 una edad promedio de: 24 años.

## Accidentes e incidentes

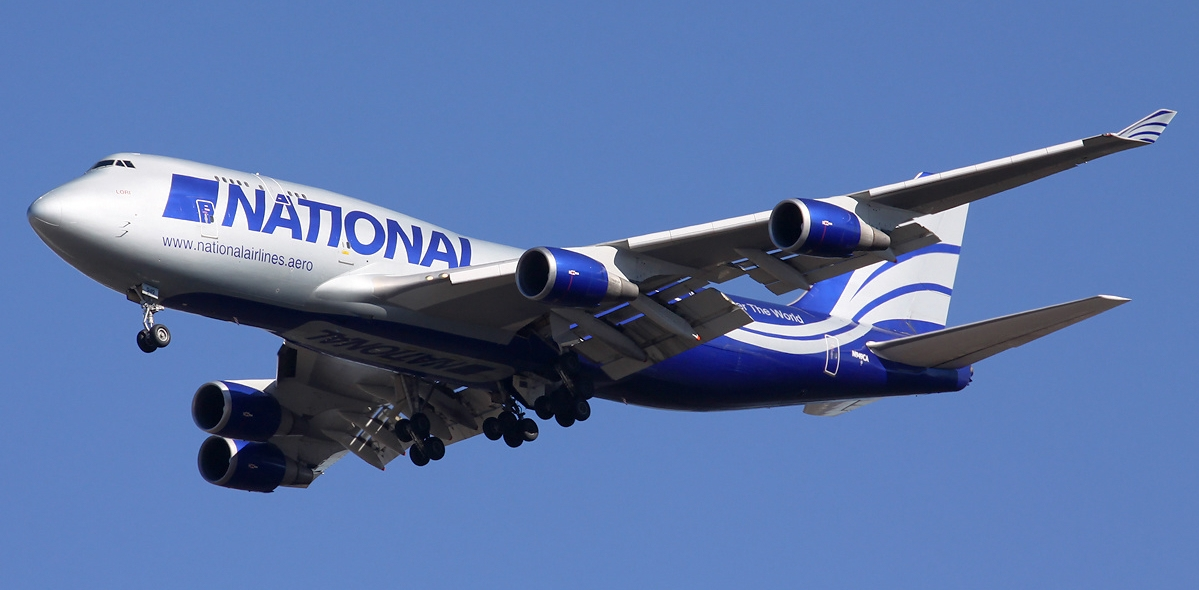
El Boeing 747 del vuelo 102 que se estrelló.

El 29 de abril de 2013, aproximadamente a las 3:30 p. m., hora de Afganistán (11:00 UTC), el vuelo 102 de National Airlines, un Boeing 747-400, registro N949CA, operando un vuelo de carga para las fuerzas de la coalición, se estrelló poco después de despegar del Aeródromo de Bagram en Afganistán. Los siete miembros de la tripulación a bordo perecieron en el accidente. El 2 de junio de 2013, investigadores del Ministerio de Transportes y Aviación Civil de Afganistán confirmaron que la causa del accidente se debió al desplazamiento de la carga; tres vehículos blindados y dos buscadores de minas se habrían soltado y movido hasta el mamparo posterior, dañando el avión y llevando su centro de gravedad fuera del límite posterior. En consecuencia, el avión se volvió incontrolable, se inclinó fuertemente y entró en pérdida, para estrellarse momentos más tarde.